# 山田雄太

## 来歴
- やまと競艇学校時代、卒業記念競走に優出し、2着に入る成績を残した。
- 2001年11月18日、浜名湖競艇場でデビュー。
- 2001年12月30日、蒲郡競艇場の年末謝恩レースで水神祭を飾る（2号艇・6コース。決まり手は抜き）。
- 2003年7月、浜名湖競艇場の日本モーターボート選手会会長杯で初優出（6号艇・6着）。
- 2008年2月12日、常滑競艇場での「とこなめウインターカップ」で初優勝（優出6回目）[1]
- 2009年7月6日、江戸川競艇場での「G1江戸川大賞 開設54周年記念」4日目2RでG1初勝利。
- 2015年10月、浜名湖競艇場で行われた第62回ボートレースダービーでSG初出場。初日5Rで1号艇から逃げを決めて、SG初勝利。SG初出場にしてSG初優出（3号艇・2着）。